# Thomas Amrhein
Thomas Amrhein (30 de mayo de 1989) es un deportista suizo que compitió en bobsleigh en la modalidad cuádruple.
Ganó una medalla de bronce en el Campeonato Mundial de Bobsleigh de 2016 y una medalla de oro en el Campeonato Europeo de Bobsleigh de 2014. Participó en los Juegos Olímpicos de Pyeongchang 2018, ocupando el cuarto lugar en la prueba cuádruple.

## Palmarés internacional
| Campeonato Mundial | Campeonato Mundial   | Campeonato Mundial | Campeonato Mundial |
| Año                | Lugar                | Medalla            | Prueba             |
| ------------------ | -------------------- | ------------------ | ------------------ |
| 2016               | Igls (Austria)       | Medalla de bronce  | Cuádruple          |
| Campeonato Europeo |                      |                    |                    |
| Año                | Lugar                | Medalla            | Prueba             |
| 2014               | Königssee (Alemania) | Medalla de oro     | Cuádruple          |